# Гимназия № 13 (Красноярск)
Гимназия № 13 «Академ» (ранее школа № 41) — среднее общеобразовательное учреждение Октябрьского района Красноярска. Расположена в верхнем академгородке Красноярска.

## История
Неполная средняя школа № 41 основана в 1936 году в Николаевке, где была до 1970 года.
В 1971 году школа переехала в Красноярский Академгородок, в лабораторный корпус Института физики, а в 1977 году — в верхний Академгородок. Первый выпуск полной средней школы состоялся в 1979 году. В конце 1980-х годов Свердловской студией документальных фильмов была снята лента «41-я нормальная», посвящённая школе № 41.
В 2000 году школе присвоено звание «Средняя общеобразовательная школа с углубленным изучением отдельных предметов». Статус гимназии учебное заведение получило в 2005 году. В том же году ему присвоено звание «Школа высшей категории».
Четырежды подряд (в 2006, 2007, 2008 и 2009 годах) школа становилась победителем Приоритетного национального проекта «Образование» и выигрывала 1 миллион рублей. В 2006 году он был потрачен на мобильный класс с использованием технологии Wi-Fi, в 2007 году — на спортивно-оздоровительный комплекс «Тропинка», а в 2008 году деньги были потрачены на информационно-издательский комплекс. На грант 2009 года в гимназии создан научно-исследовательский центр «Академ-и-Я».
В 2019 стала Опорной школой РАН.

## Учебный процесс
В гимназии на первой ступени обучения (с 1 по 4 классы) используются такие методики, как образовательная система Л. В. Занкова, «Школа 2100», «Гармония». На второй ступени (5—9 класс) введено углублённое изучение литературы, иностранных языков (английский, французский, немецкий, китайский), математики и физики. На третьей ступени ведётся профильная подготовка в соответствии с выбором самих учащихся и обучение по индивидуальным программам.
Более половины учебных занятий в гимназии проводится с использованием цифровых образовательных ресурсов, авторские цифровые программы разрабатывают и педагоги самой гимназии. Модернизации учебного процесса способствовало приобретение нового оборудования на гранты, полученные в рамках ПНП «Образование».
Работа с одарёнными детьми признана в гимназии приоритетной. Творческая группа гимназии разработала программу «Одарённые дети», в рамках которой осуществляется мониторинг способностей учащихся, действуют предметные клубы и ведётся преподавание в заочных предметных школах, преподаются также элективные курсы. Дети со способностями в области точных наук проходят подготовку в заочных школах НГУ и МГУ. В 2011 году на базе гимназии открыт физико-математический класс при Сибирском федеральном университете; это первый шаг на пути к созданию физико-математической школы-интерната, открытие которой запланировано на 2013 год.
В 2004 году гимназии (тогда ещё школе № 41) был выделен муниципальный грант на устройство краеведческого музея «История Академгородка» — первого в Красноярске музея, посвящённого местным научным достижениям. В гимназии внедрён инновационный оздоровительный проект «Современная гимназия — территория здоровья» в целях укрепления физического и психологического здоровья учеников и педагогов. В гимназии установлены не дающие пыли доски, действует зал для занятий фитнесом и лечебной физкультурой, проводятся еженедельные групповые психологические занятия, действует ряд спортивно-оздоровительных секций и преподаются факультативные предметы «Биохимия — основа медицины» и «Физиология, морфология и анатомия — открытия за страницами учебника».

## Преподавательский состав
Из более чем ста преподавателей гимназии — три Заслуженных учителя Российской Федерации (Полина Ивановна Ларина, учитель математики, Цих Галина Афанасьевна, учитель начальных классов, Класс Григорий Иванович, учитель физической культуры), пять Отличников просвещения Российской Федерации, 18 Почётных работников общего образования Российской Федерации, 15 лауреатов ПНП «Образование». Директор гимназии Людмила Петровна Юдина — Почетный работник общего образования Российской Федерации, депутат Красноярского городского Совета.
Учитель-психолог гимназии № 13 Надежда Болсуновская — участница Европейского форума учителей-новаторов (Таллин, 2006 год). Болсуновская представляла на форуме виртуальный тур по классной комнате «Животный мир Красноярского края», подготовленный совместно с учениками гимназии.

## Учащиеся
В 2011 году в гимназии было 1366 учащихся в 53 классах.
Об уровне преподавания в гимназии свидетельствует факт, что именно в неё отдал своих детей новый губернатор Красноярского края Лев Кузнецов.